# Cascada del Aljibe
La cascada del Aljibe es un doble salto de agua formado próximo a la desembocadura del arroyo del Soto en el río Jarama, en la sierra de Ayllón. Está situado junto al antiguo camino que unía Matallana con El Espinar y Campillejo (Campillo de Ranas, Guadalajara, España), a uno y otro lado del Jarama. Son dos cascadas con dos balsas de agua en forma de aljibe al pie de ambas y con una altura total de unos diez metros.

## Cartografía
- Hoja 459-III a escala 1:25000 del instituto Geográfico Nacional.

- Datos: Q5755935